# سیارک ۲۰۷۸۹۹
سیارک ۲۰۷۸۹۹ (به انگلیسی: 207899 Grinmalia، نامگذاری:2008UC3) دویست و هفت هزار و هشتصد و نود و نهمین سیارک کشف شده‌است که در ۲۱ اکتبر ۲۰۰۸ کشف شد.